# Monte Santo do Tocantins
Monte Santo do Tocantins là một đô thị thuộc bang Tocantins, Brasil. Đô thị này có diện tích 1091,548 km², dân số năm 2007 là 1858 người, mật độ 1,7 người/km².